# Midnight Blue
Midnight Blue è un brano musicale di Megumi Hayashibara, scritto da Arimori Satomi, Sato Hidetoshi e Goshima Sho, e pubblicato come singolo il 21 luglio 1995 dalla Starchild. Il brano è stato incluso nell'album della Hayashibara bertemu e nella raccolta Slayers MEGUMIX. Il singolo raggiunse la ventisettesima posizione della classifica settimanale Oricon, e rimase in classifica per sette settimane, vendendo 71,550 copie. Midnight Blue è stato utilizzato come tema musicale del film d'animazione Slayers - Le terme di Mipross, mentre il lato B Shining Girl è la image song di Lina Inverse.

## Tracce
CD singolo KIDA-108
1. MIDNIGHT BLUE – 5:31
2. Shining Girl – 4:12
3. MIDNIGHT BLUE (Off Vocal Version) – 5:31
4. Shining Girl (Off Vocal Version) – 4:12

Durata totale: 19:26

## Classifiche
| Classifica (1994)                        | Posizione più alta |
| ---------------------------------------- | ------------------ |
| Giappone (Classifica settimanale Oricon) | 27                 |